# WTA-toernooi van Granby
Het WTA-toernooi van Granby was een eenmalig tennistoernooi voor vrouwen dat werd georganiseerd in de Canadese plaats Granby. De officiële naam van het toernooi was Championnats Banque Nationale.
De WTA organiseerde het toernooi, dat in de categorie "WTA 250" viel en werd gespeeld op hardcourtbanen.
De eerste editie vond plaats in augustus 2022 en werd gewonnen door Darja Kasatkina. Het jaar erna werd het toernooi teruggeschaald naar een ITF-100k-toernooi.

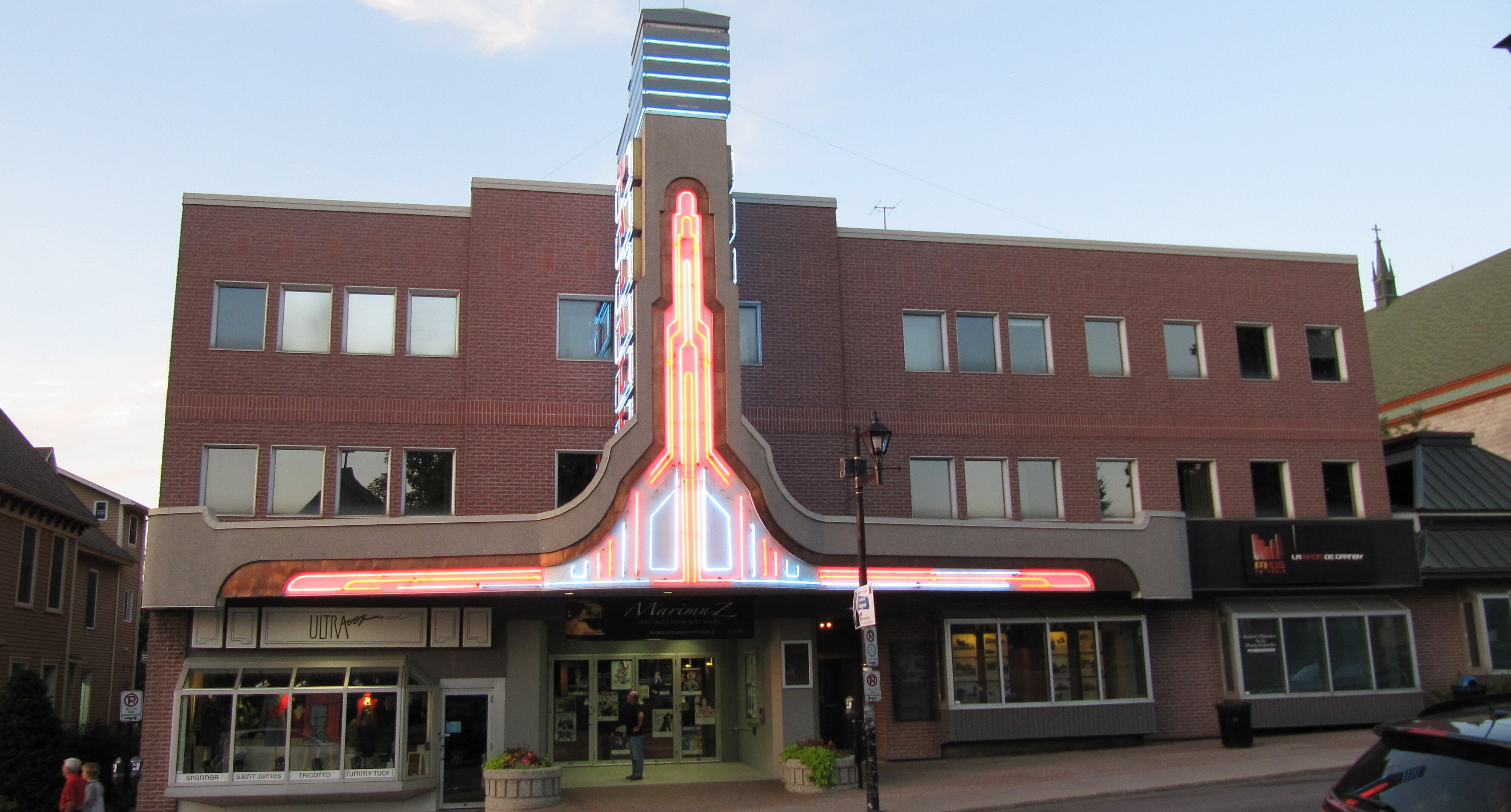
Paleis van Granby

## Finales

### Enkelspel
| Datum      | Naam                          | Cat.    | ($)     | Ondergrond        | Winnares        | Verliezend finaliste | Uitslag  |         |
| ---------- | ----------------------------- | ------- | ------- | ----------------- | --------------- | -------------------- | -------- | ------- |
| 2022-08-21 | Championnats Banque Nationale | WTA 250 | 251.750 | hardcourt, buiten | Darja Kasatkina | Daria Saville        | 6-4, 6-4 | details |

### Dubbelspel
| Datum      | Naam                          | Cat.    | ($)     | Ondergrond        | Winnaressen                    | Verliezend finalistes             | Uitslag          |         |
| ---------- | ----------------------------- | ------- | ------- | ----------------- | ------------------------------ | --------------------------------- | ---------------- | ------- |
| 2022-08-21 | Championnats Banque Nationale | WTA 250 | 251.750 | hardcourt, buiten | Alicia Barnett Olivia Nicholls | Harriet Dart Rosalie van der Hoek | 5-7, 6-3, [10-1] | details |